# Grizzly Man
Grizzly Man – amerykański film dokumentalny niemieckiego reżysera, Wernera Herzoga, wyprodukowany przez Discovery Docs, Discovery Channel oraz Lions Gate Films w 2005 roku. Film składa się zarówno z materiałów nakręconych przez reżysera filmu, jak i materiałów, których autorem jest główny bohater filmu Timothy Treadwell.

## Opis fabuły
Tytułowym bohaterem filmu jest znany, amerykański obrońca niedźwiedzi grizzly, Timothy Treadwell, który przez trzynaście lat w miesiącach letnich przeprowadzał się do Parku Narodowego Katmai na Alasce. Mieszkał tam w prymitywnych warunkach, w samodzielnie zbudowanych szałasach lub namiocie i kręcił materiały ukazujące niedźwiedzie w ich naturalnym środowisku. Po zakończeniu każdej ekspedycji, Treadwell wracał do miasta i w amerykańskich szkołach prowadził akcję informacyjną o niedźwiedziach grizzly. Dzięki swoim kontrowersyjnym poglądom i niezłomnej pracy, stał się prawdziwą gwiazdą (występował m.in. w programie Davida Lettermana). Sam opowiadał o praktykowanych przez siebie metodach pracy (łamał prawo, zbliżając się i dotykając niedźwiedzi), co spowodowało lawinę krytyki ze strony przyrodników. Zaczął twierdzić, że padł ofiarą spisku i że turyści prześladują go m.in. układając przeróżne znaki z kamieni i patyków tak, aby popadł w szaleństwo. Wypowiedzi te, jak i niezwykle cenny materiał dokumentalny zarejestrował na kamerze cyfrowej. W 2003 roku był już powszechnie znany jako outsider i obrońca niedźwiedzi. Na swoją ostatnią wyprawę wyruszył z dziewczyną. Ostatnią osobą, jaka ich widziała był pilot dowożący zwykle Treadwella w trudno dostępne miejsca. Zgodnie z umową, po upływie pewnego czasu miał wrócić, aby odebrać parę. Niestety, na miejscu zastał jedynie rozszarpane szczątki Treadwella i jego dziewczyny.
Niemiecki reżyser filmowy Werner Herzog zainteresował się życiem "Grizzly Mana" i postanowił zrealizować o nim film. Najpierw spotkał się z jego rodzicami i przyjaciółmi, przeprowadzając z nimi dogłębne wywiady dotyczące zmarłego. Następnie zestawił je z materiałami samego Treadwella, co pozwoliło na ukazanie, że Timothy kreował siebie na medialną osobowość, a jego działalność mogła raczej szkodzić, niż pomagać zwierzętom. Herzog komentuje pewne sytuacje z offu, pojawia się także na chwilę przed kamerą. Potrafi docenić działalność filmową swego bohatera, ale w przyrodzie dostrzega chaos i chęć przetrwania, co koliduje z wizją Treadwella. Reżyser dąży do zachowania tajemnicy na ekranie, z tego powodu nigdy w jego filmie nie usłyszymy zapisu dźwiękowego, pochodzącego z kamery Timothy'ego, zawierającego świadectwo jego śmierci.

## Muzyka
Ścieżkę dźwiękową do filmu skomponował brytyjski gitarzysta Richard Thompson. Herzog wykorzystał również piosenkę pt. "Coyotes", skomponowaną przez Boba McDilla, wykonywaną przez Dona Edwardsa.